# Torreón de Sierra Elvira
El torreón de Sierra Elvira, también conocida como torreón de Albolote, es una antigua fortificación situada en el municipio español de Albolote, en la provincia de Granada. Está ubicado en la zona de Sierra Elvira y fue levantada originalmente en época nazarí con funciones defensivas.
Desde 1985 está protegida con la categoría de Bien de Interés Cultural.

## Características
Se trata de una torre-atalaya de época nazarí, de planta circular y desarrollo cilíndrico. En la cara oeste se encuentra un cajón de 1,85 metros de altura y una ventana puerta hecha con un arco de medio punto. En la cara sur, que mira a la Alhambra, hay otra ventana muy deteriorada, aunque se aprecian las jambas en la parte izquierda. Seguramente la torre estaba vacía sólo en su tercio superior, donde se encuentran las ventanas, quedando los dos tercios restantes macizos. Esta atalaya servía para comunicar a toda la Vega de Granada, incluida la propia ciudad de Granada. Es un punto de referencia general para muchas fortificaciones granadinas.